# Energia nucleare in Messico
Nel 2011 l'energia nucleare in Messico ha generato il 3,6% dell'energia elettrica prodotta in totale nel Paese.
A marzo 2010, è presente in questa nazione 1 centrale elettronucleare in funzione che dispone di 2 reattori operativi di tipo BWR da 680 MW di potenza elettrica netta ciascuno (Laguna Verde a Veracruz).
Non vi sono centrali elettronucleari chiuse.

## Storia
L'interesse del Messico per l'energia nucleare si può considerare iniziato nel 1956 con la creazione del National Commission for Nuclear Energy (CNEN). Questa organizzazione aveva il compito di sovraintendere a tutte le attività nucleari, ad eccezione dell'elettrogenerazione, a questo scopo fu assegnato alla compagnia elettrica statale Federal Electricity Commission (CFE) il ruolo di futuro attuatore del programma elettrico da fonte nucleare nazionale. Decisioni preliminari per la costruzione di un impianto furono prese da CNEN e CFE nel 1966, nel 1969 furono poi mandate delle richieste per la fornitura di reattori di tipo BWR. Nel 1972 fu presa la decisione di costruire due reattori della General Electric da 654 MW presso il sito di Laguna Verde. A causa delle carenze strutturali dell'industria messicana, quasi tutti i componenti furono importati, i tecnici furono invece istruiti presso il simulatore della CFE.
Vi furono vari cambiamenti dell'organizzazione degli enti preposti al controllo dell'industria nucleare, il CNEN fu trasformato prima in INEN e poi suddiviso nel 1979 nel National Institute of Nuclear Research (ININ), Mexican Uranium (Uramex) e National Commission on Nuclear Safety and Safeguards (CNSNS); le funzioni dell'Uramex furono prese dal Ministero dell'Energia nel 1985.
Nel febbraio 2007 la CFE ha signato un contratto con la spagnola Iberdrola e Alstom per la fornitura di nuove turbine e di nuovi generatori per l'impianto. Queste modificazioni porteranno ad un aumento del 20% della potenza del reattore, portandoli a 1634 MW complessivi, questi lavori sono in corso d'opera nel periodo 2008-10.

## Programma nucleare futuro
Esiste un grande appoggio governativo per l'espansione della potenza nucleare nel paese, che sarebbe quindi in grado di ridurre la dipendenza dal gas naturale e di ridurre le emissioni di anidride carbonica, questo richiederebbe un aumento della fornitura di energia da fonte carbon-free fino ad un livello pari al 27-35% del totale. La CFE ha quindi studiato alcuni scenari possibili di sviluppo per la fine del decennio a seconda della fonte scelta per l'elettrogenerazione. Lo scenario più aggressivo proposto dalla CFE propone 10 nuovi impianti nucleari che dovrebbero produrre circa un quarto dell'energia elettrica del paese nel 2028, che porterebbero ad un mantenimento dei livelli assoluti di emissioni di anidride carbonica rispetto al 2008, in funzione di un grande aumento della domanda elettrica, con il primo impianto in funzione nel 2015 e gli altri operativi a seguire. In una ottica di sviluppo più lunga, si prevede di utilizzare reattori di tipologia IRIS per la fornitura di elettricità ed acqua desalinizzata per usi di agricoltura. In questo scenario la ININ ha già presentato alcuni progetti per un impianto costituito da tre reattori IRIS, un impianto con ad esempio 7 reattori fornirebbe 140.000m3 di acqua potabile al giorno ed 840 MW di energia elettrica.

## Ciclo del combustibile
Il Messico non possiede impianti per il ciclo del combustibile, era presente una raffineria per l'estrazione dell'uranio dai minerali presso Villa Aldana ma è stato poi chiuso e totalmente smantellato.

## Reattori di ricerca
Il più grande ente di ricerca messicano sulle tecnologie nucleari è il National Nuclear Research Institute, questo ha un reattore da 1000 kW di tipologia Triga Mk III in funzione dal novembre 1968. L'Universidad Autónoma de Zacatecas ha un reattore subcritico Chicago Modelo 900.

## Gestione dei rifiuti e depositi geologici
Il governo del Messico ha incaricato il Ministero dell'Energia per la gestione finale dei rifiuti rarioattivi nel paese, il Ministero sta quindi iniziando a creare fondi per il decommissioning ed a creare una compagnia nazionale per la gestione di questi rifiuti. Il combustibile usato dell'impianto di Laguna Verde è stoccato presso le piscine dell'impianto, a questo scopo le piscine sono state ingrandite per consentire la raccolta di tutto il combustibile usato previsto per la vita dell'impianto. Al 2003 erano presenti circa 1000t di combustibile esausto. Similmente si procede per il combustibile esausto dei reattori di ricerca.
È presente un deposito superficiale per i rifiuti di basso livello presso Piedrera che ha operato fra il 1985 ed il 1987, in questo periodo sono state stoccate circa 21.000 m3 di rifiuti. Un impianto intermedio di trattamento e stoccaggio dei rifiuti di basso livello è presente a Maquixco ed è in funzione dal 1972.

## Produzione di uranio
Il Messico non è un produttore di uranio, benché lo sia stato in passato, con 49t totali di metallo estratte al 2006. Ha modeste risorse uranifere, quantificate in 1800t di Uranio a <130$/kg nel "Red Book" del 2007. Possiede dalle 100 alle 150.000t di uranio sotto forma di risorse non convenzionali: in questo caso fosfati

## Centrali elettronucleari
Tutti i dati della tabella sono aggiornati a luglio 2010
| Reattori operativi |                    |           |                    |                                    |                                   |                        |
| Centrale | Potenza netta (MW) | Tipologia | Inizio costruzione | Allacciamento alla rete            | Produzione commerciale            | Dismissione (prevista) |
| Laguna Verde (Reattore 1) | 650                | BWR       | 1º ottobre 1976    | 13 aprile 1989                     | 29 luglio 1990                    |                        |
| Laguna Verde (Reattore 2) | 650                | BWR       | 1º giugno 1977     | 11 novembre 1994                   | 10 aprile 1995                    |                        |
| Totale: 2 reattori per complessivi 1.300 MW |                    |           |                    |                                    |                                   |                        |
| Reattori in costruzione |                    |           |                    |                                    |                                   |                        |
| Centrale | Potenza netta (MW) | Tipologia | Inizio costruzione | Allacciamento alla rete (previsto) | Produzione commerciale (previsto) | Costo (previsto)       |
| Totale: 0 reattori per complessivi 0 MW |                    |           |                    |                                    |                                   |                        |
| Reattori pianificati ed in fase di proposta |                    |           |                    |                                    |                                   |                        |
| Totale programmati: 0 reattori per complessivi 0 MW Totale proposti: 2 reattori per 2.000 MW                                                                        |                    |           |                    |                                    |                                   |                        |
| Reattori dismessi |                    |           |                    |                                    |                                   |                        |
| Nessuno |                    |           |                    |                                    |                                   |                        |
| NOTE: - La normativa in vigore prevede la possibilità di sostituzione e/o aumento del parco reattori al termine del ciclo vitale degli impianti ancora in funzione. |                    |           |                    |                                    |                                   |                        |